# 1468
- Wikisource

| Calendário gregoriano                                                        | 1468 MCDLXVIII                                       |
| Ab urbe condita                                                              | 2221                                                 |
| Calendário arménio                                                           | 917 – 918                                            |
| Calendário bahá'í                                                            | -376 – -375                                          |
| Calendário budista                                                           | 2012                                                 |
| Calendário chinês                                                            | 4164 – 4165 Início a 25 de janeiro (aproximadamente) |
| Calendário copta                                                             | 1184 – 1185                                          |
| Calendário etíope                                                            | 1460 – 1461                                          |
| Calendários hindus - Vikram Samvat - Calendário nacional indiano - Cáli Iuga | 1523 – 1524 1389 – 1390 4568 – 4569                  |
| Calendário Holoceno                                                          | 11468                                                |
| Calendário islâmico                                                          | 872 – 873                                            |
| Calendário judaico                                                           | 5228 – 5229                                          |
| Calendário persa                                                             | 846 – 847                                            |
| Calendário rúnico                                                            | 1718                                                 |
| Calendário solar tailandês                                                   | 2011                                                 |

1468 (MCDLXVIII, na numeração romana) foi um ano bissexto do século XV do Calendário Juliano, da Era de Cristo, e as suas letras dominicais foram  C e B (52 semanas), teve início a uma sexta-feira e terminou a um sábado.
| Ano completo                          |
| ------------------------------------- |
| Ano bissexto com início à sexta-feira |

## Eventos
O Infante D. Fernando, Duque de Viseu, com seus homens conquista a cidade de Anafé (actual Casablanca), em Marrocos, por esta abrigar piratas que atacavam as embarcações portuguesas.
- A 21 de Fevereiro, o mesmo Infante e Donatário das Ilhas dos Açores, concede ao fidalgo flamengo Joss van Hurtere a Capitania da Ilha do Faial.
- 18 de Abril - É assinado o Tratado dos Touros de Guisando, que põe fim à revolta do nobres e no qual o rei de Castela Henrique IV reconhece a sua meia-irmã Isabel como sua sucessora.
- Guerra das Rosas – Eduardo IV de Inglaterra toma a fortaleza de Harlech no País de Gales, depois de um cerco de 7 anos; Warwick revolta-se contra o mesmo Eduardo IV pela influência crescente dos Woodville.

## Nascimentos
- 29 de Fevereiro - Papa Paulo III (m. 1549)
- 30 de Junho - João, Eleitor da Saxónia (m. 1532)
- Pedro Álvares Cabral (incerta) - navegador português, descobridor do Brasil (m. 1520).